# Agostino Busti
Pour les articles homonymes, voir Busti.
Agostino Busti dit Bambaia ou Bambaja (Busto Arsizio, 1483 – Milan, 11 juin 1548), est un sculpteur italien de la Renaissance.

## Biographie
On connaît mal la vie d'Agostino Busti, dit Bambaia, né en 1483 à Busto Arsizio, petite ville lombarde au nord de Milan. 
Giorgio Vasari prétend que le peintre et architecte Bernardo Zenale l’aurait « tiré en avant et beaucoup aidé », mais il n'y a aucune confirmation de cette notice. Il semble que Bambaïa ait commencé sa carrière artistique dans l’atelier du sculpteur et architecte lombard Benedetto Briosco, ouvert à l'influence du goût de la Vénétie : la collaboration avec son maître est confirmée par la pierre tombale du sénateur Branda Castiglioni, dans l’église des Grâces, à Milan. 
Au cours de l'année 1512 Bambaïa et son frère Polidoro travaillèrent comme sculpteurs pour la construction de la cathédrale de Milan. Il y créa les statues de Isachab, de Saint- Joachim – externes au Dôme - et une Déposition : cette dernière, achevée en 1543, propose une vision architecturale bramantienne, avec des désharmonies figuratives à cause d’une relation imparfaite entre forme et espace. 
Vers 1513 il sculpta avec Cristoforo Lombardo le monument funéraire élevé dans l’église Saint-Marc à Milan au poète et humaniste Lancino Curzio : on peut observer l'absence d'une vision architecturale, en faveur d'un renforcement de la composante décorative, dérivée de la mythologie. Sa lecture de l’art classique s’y révèle plutôt froide, compensée par une compétence technique qui garantit des effets de brillance et finesses d’orfèvre. Son cahier de dessins, conservé à Berlin, contenant trente dessins datés de 1514, confirme sa passion pour les décorations de l'art classique. Une passion que le supposé voyage à Rome avec Léonard et ses élèves, à la fin de 1513, devrait avoir renforcée, s’il est vrai que dans son cahier l’on trouve scènes de bacchanales, frises dérivés d’antiques sarcophages, dessins d’arcs de triomphe que seule la connaissance directe des ruines romaines est susceptible de lui avoir inspiré. 

### Le monument à Lancinio Curzio
Le poète Lancinio Curzio mourut en Milan le 2 février 1512 et son frère Giovan Francesco commissionna à Bambaia un monument destiné à l'église de San Marco. 

### Le monument à Gaston de Foix

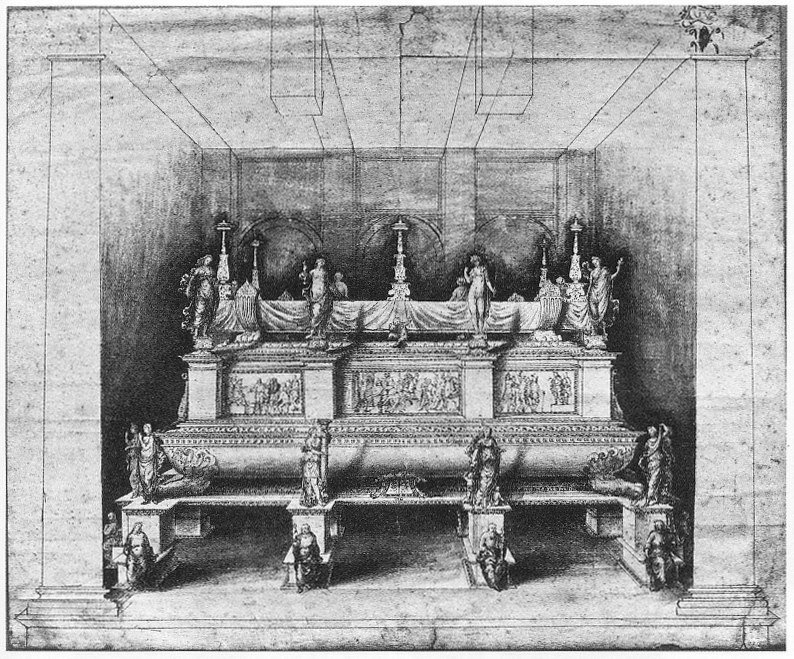
Supposé projet du monument funéraire à Gaston de Foix

De 1515 à 1523 il sculpta le monument funéraire du commandant français Gaston de Foix, mort à Ravenne en 1512. L’œuvre lui fut commissionné par le roi de France François Ier et cette circonstance convainc de la bonne renommée dont Bambaia jouissait, s’il fut choisi pour un travail de telle importance, et cela renforce la possibilité que Bambaia ait fait partie du cercle de Léonard, bien connu et grandement apprécié par le Roi. Le projet de Bambaia prévoyait que le monument ne fût pas, comme le voulait la tradition, appuyé au mur, mais isolé dans l'espace de façon à pouvoir être observé par tous les côtés selon un schéma déjà prévu par Cristoforo Solari pour les tombes des ducs de Milan destinées à être érigées dans l'église de Sainte Marie des Grâces. Une autre référence est le tombeau de Gian Galeazzo Visconti dans la Chartreuse de Pavie, projeté par Gian Cristoforo Romano ou celui de Louis XII et d'Anne de Bretagne dans l'abbaye de Saint-Denis, construit par les frères florentins Antonio et Giovanni Giusti, ou encore la tombe de Charles VIII, par Guido Mazzoni.
Par volonté d'Odet de Foix, seigneur de Lautrec, cousin de Gaston et gouverneur de Milan, le corps de Gaston de Foix avait été transporté le 9 février 1516 près de l'église annexe au monastère des religieuses augustiniennes de Santa Marta et enterré dans la chapelle de la Madone en attendant qu'« une arche très superbe » fût érigée, selon ce que la prieure du monastère, Arcangela Panigarola, écrivait le 2 octobre 1517 à Denis Briçonnet, évêque de Toulon. 
Bambaia réalisa avant tout le gisant de Gaston de Foix sur son lit de parade, ainsi que les reliefs représentant des scènes de bataille et la procession qui mène à Milan le corps du capitaine mort.
Son activité s'interrompit en 1521, quand la situation de l’armée française en Lombardie, menacée par les forces de l'empereur, du pape et des autres alliés de Charles V, devint critique ; Bambaia, privé des moyens financiers nécessaires pour accomplir son ouvrage, en octobre vendit du marbre à la Fabrique de la cathédrale de Milan. En novembre les Français abandonnèrent Milan et l'armée fut battue à la Bicoque le 27 avril 1522. Après la brève reconquête à la fin de 1524, le 24 février 1525 François Ier était défait et fait prisonnier à Pavie : c’était la fin de la domination française en Lombardie. 

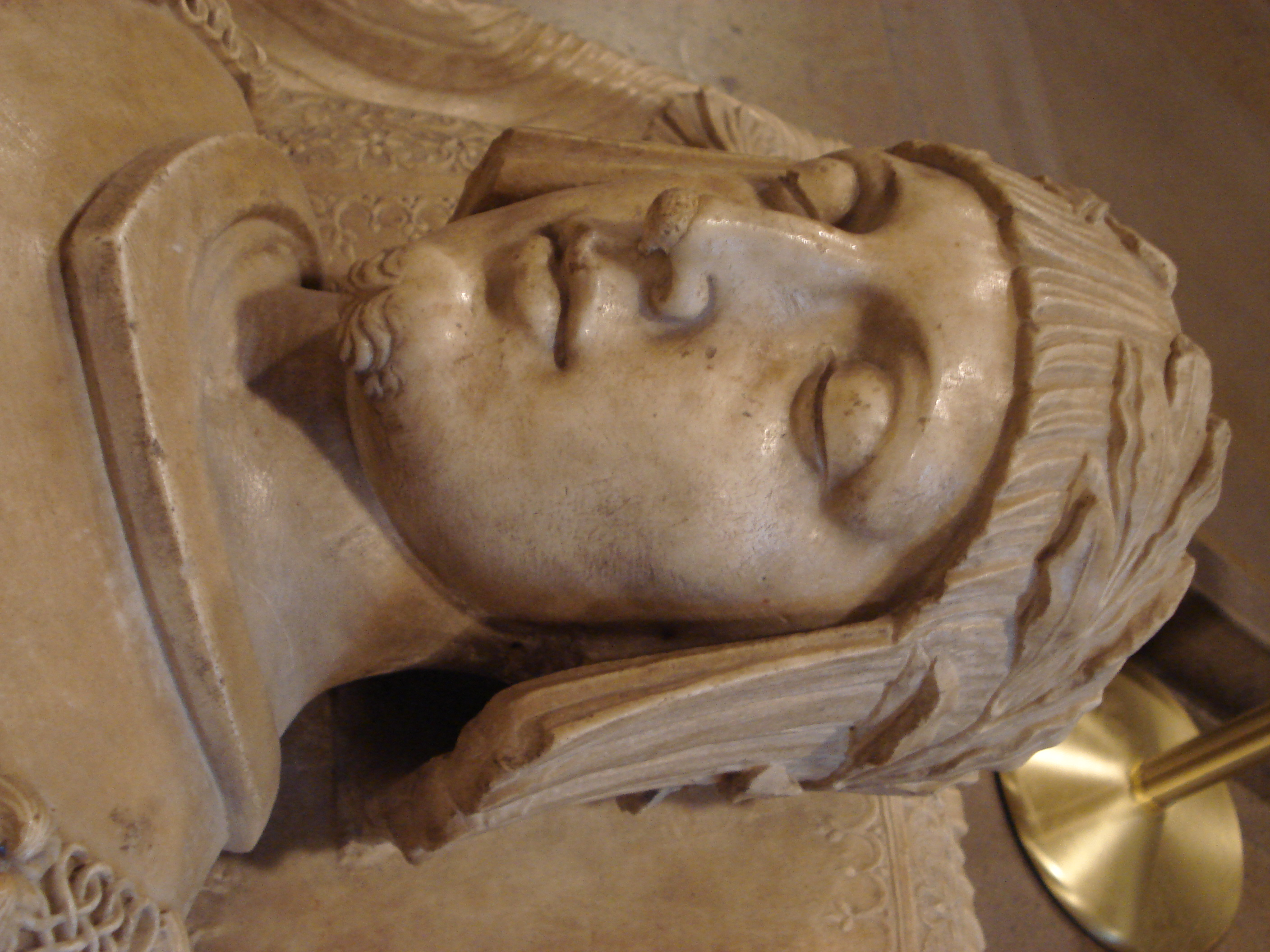
Detail du visage

Vasari écrit vers 1545 avoir vu dans le monastère la sépulture abandonnée de Gaston de Foix, « en morceaux de marbre en lesquels sont dix histoires de petites illustrations, gravées avec beaucoup de diligence, de faits, batailles, victoires et conquêtes de tours par ce monsieur, enfin la mort et sa sépulture : et pour le dire brièvement, elle est telle cette œuvre que, en la visant avec stupeur, je restai en pensant s'il est possible que l’on ait fait avec main et fers des œuvres si subtiles et merveilleuses, en voyant cette sépulture faite avec entaille très splendide, décorations de trophées, d'armes de toutes les sortes, chariots, artilleries et beaucoup d'autres instruments de guerre, et enfin le corps de ce monsieur armé et grand le vrai, presque tout heureux dans l'aspect, ainsi mort après ses victoires ; et bien sûr c'est dommage que cette œuvre qui est digne d'être énumérée entre le plus splendides de l'art, soit inachevée et laissée par terre en bouts sans être murée en quelque endroit ; je ne m'émerveille pas que des figures aient été volées et puis vendues et posées en autres endroits. Pourtant il est vrai que bien peu d'humanité, ou plutôt pitié, se retrouve aujourd'hui entre les hommes, qu'à personne des nombreux qui furent bénéficiés et aimés par lui, jamais ait importé de la mémoire de Foix, ni de la bonté et excellence de l'œuvre ».
Il est possible que Bambaia ait utilisé une partie de ses reliefs pour préparer, dans le même couvent de Santa Marta, le monument funéraire de Giovanni Antonio Bellotti, mort en octobre 1528, une autre œuvre qui ne fut pas achevée par Bambaia, parce que le contrat fut annulé et cette tombe aussi démantelée. À la fin du siècle la mère supérieure du couvent, Paola Maria Arconati, vendit à sa famille des reliefs de la tombe dont il ne resta à Santa Marta que la sculpture de Gaston de Foix murée verticalement dans un mur du cloître. En 1738 Serviliano Latuada écrivait dans sa Description de Milan que statues et sculptures du monument se trouvaient dans la « Villa de Castellazzo du comte Arconati et dans la Galerie des Sculptures de la Bibliothèque Ambrosienne ».
Le monastère de Santa Marta fut supprimé en 1798 et démoli en 1861 : la statue de Gaston de Foix fut transférée dans l'Académie des beaux-arts de Brera à Milan, pendant que les autres sculptures du monument étaient dispersées. En même temps il commençait la tentative de reconstruire idéalement le monument, surtout pour mérite du peintre Giuseppe Bossi qui écrivit à cette intention le premier essai critique. La difficulté consistait à distinguer entre les œuvres du Bambaia celles appartenant au monument de Foix d'autres à attribuer aux monuments funéraires dédiés par Bambaia à Bellotti et à Birago, dont les pièces étaient dispersées elles aussi.
En 1900 les pièces attribuées au monument Foix furent recueillies dans une salle du  Château des Sforza de Milan et en 1990 la Commune de Milan acheta les reliefs gardés dans la villa Arconati de Castellazzo. Aujourd'hui d'autres parties de l'œuvre sont conservées à la Pinacothèque Ambrosienne de Milan, au Musée archéologique de Turin et au Victoria and Albert Museum de Londres.
Le monument est le chef-d'œuvre du maître, où la légèreté et la grâce des effets atteignent la beauté idéale. L'œuvre exigea une complexité de mise en œuvre telle que Bambaïa devait engager un nombreux groupe d’assistants, comme Cristoforo Lombardo, Ambrogio da Cremona et Antonio Dolcebuono.

## Œuvres
- Monument à Lancino Curzio, marbre, 230 x 117 cm., Museo d'Arte Antica del Castello Sforzesco, Milan.
- La Justice, 1520-1522, Museo d'Arte Antica del Castello Sforzesco, Milan.
- Monument à Francesco Orsini : portrait et fragments dans l'église de San Fedele, Milan.
- Monument à Gaston de Foix :
  - Museo d'Arte Antica del Castello Sforzesco, Milan : Statue gisante de Gaston de Foix, marbre, 62 x 215 x 80 cm. ; onze Apôtres, marbre, 51 x 30 x 35 cm. ; six reliefs ; frise décorative des Funérailles de Gaston de Foix ; Vertu, statue en marbre, 64 cm. ; deux lésènes à trophées, 96 x 30 x 8 cm.
  - Pinacoteca Ambrosiana, Milan : Saint-Philippe, marbre, 51 x 30 x 35 cm ; six petits piliers ; deux lésènes à trophées, 96 x 30 x 8 cm.
  - Victoria and Albert Museum, Londres : deux Vertus, marbre, h. 66 cm.
  - Museo Civico, Turin : quatre lésènes à trophées, 96 x 30 x 8 cm.